# العلاقات الفيتنامية الناميبية
العلاقات الفيتنامية الناميبية هي العلاقات الثنائية التي تجمع بين فيتنام وناميبيا.

## مقارنة بين البلدين
هذه مقارنة عامة ومرجعية للدولتين:
| وجه المقارنة                                              | فيتنام           | ناميبيا      |
| --------------------------------------------------------- | ---------------- | ------------ |
| المساحة (كم2)                                             | 331.69 ألف       | 825.62 ألف   |
| عدد السكان (نسمة)                                         | 94.66 مليون      | 2.53 مليون   |
| الكثافة السكانية (ن./كم²)                                 | 285.39           | 3.06         |
| العاصمة                                                   | هانوي            | ويندهوك      |
| اللغة الرسمية                                             | اللغة الفيتنامية | لغة إنجليزية |
| العملة                                                    | دونغ فيتنامي     | دولار ناميبي |
| الناتج المحلي الإجمالي (بليون دولار)                      | 234.19 مليار     | 13.24 مليار  |
| الناتج المحلي الإجمالي (تعادل القوة الشرائية) بليون دولار | 553.42 مليار     | 25.60 مليار  |
| الناتج المحلي الإجمالي الاسمي للفرد دولار أمريكي          | 2.48 ألف         | 4.67 ألف     |
| الناتج المحلي الإجمالي للفرد دولار أمريكي                 | 5.63 ألف         | 9.96 ألف     |
| مؤشر التنمية البشرية                                      | 0.666            | 0.628        |
| رمز المكالمات الدولي                                      | +84              | +264         |
| رمز الإنترنت                                              | .vn              | .na          |
| المنطقة الزمنية                                           | ت ع م+07:00      | ت ع م+02:00  |

## منظمات دولية مشتركة
يشترك البلدان في عضوية مجموعة من المنظمات الدولية، منها:
| علم المنظمة | اسم المنظمة                        | تاريخ انضمام فيتنام | تاريخ انضمام ناميبيا |
| ----------- | ---------------------------------- | ------------------- | -------------------- |
|             | الاتحاد البريدي العالمي            | ?                   | ?                    |
|             | البنك الدولي للإنشاء والتعمير      | 21 سبتمبر 1956      | 25 سبتمبر 1990       |
|             | منظمة التجارة العالمية             | 11 يناير 2007       | ?                    |
|             | يونسكو                             | 6 يوليو 1951        | 2 نوفمبر 1978        |
|             | وكالة ضمان الاستثمار متعدد الأطراف | 5 أكتوبر 1994       | 25 سبتمبر 1990       |
|             | منظمة حظر الأسلحة الكيميائية       | ?                   | ?                    |
|             | مؤسسة التمويل الدولية              | 4 أغسطس 1967        | 25 سبتمبر 1990       |
|             | الاتحاد الدولي للاتصالات           | 24 سبتمبر 1951      | 25 يناير 1984        |
|             | الأمم المتحدة                      | 20 سبتمبر 1977      | 23 أبريل 1990        |
|             | منظمة الشرطة الجنائية الدولية      | ?                   | ?                    |

## وصلات خارجية
- موقع وزارة الخارجية الفيتنامية